# ウッドラフ郡 (アーカンソー州)
ウッドラフ郡（ウッドラフぐん、Woodruff County）はアメリカ合衆国アーカンソー州に位置する郡である。2000年現在、ここの人口は8,741人である。ここの郡庁所在地はオーガスタである。ここの郡は1862年11月26日に設立されこの州で最初の新聞、w:Arkansas Democrat-Gazette を創刊した、ウィリアム・E・ウッドラフの名を取って命名された。

## 地理
アメリカ合衆国統計局によると、この郡は総面積1,539 km2 (594 mi2) である。このうち1,519 km2 (587 mi2) が陸地で19 km2 (7 mi2) が水地域である。総面積の1.26%が水地域となっている。

### 隣接する郡
- ジャクソン郡  (北)
- クロス郡  (北東)
- セントフランシス郡  (南東)
- モンロー郡  (南)
- プレーリー郡  (南西)
- ホワイト郡  (西)

## 人口動勢
2000年現在の国勢調査で、この郡は人口8,741人、3,531世帯、及び2,439家族が暮らしている。人口密度は6/km2 (15/mi2) である。3/km2 (7/mi2) の平均的な密度に4,089軒の住居が建っている。この郡の人種的構成は白人67.86%、アフリカン・アメリカン30.75%、先住民0.23%、アジア0.07%、太平洋諸島系0.10%、その他の人種0.17%、及び混血0.81%である。人口の0.79%がヒスパニックまたはラテン系である。
この郡内の住民は26.00%が18歳未満の未成年、18歳以上24歳以下が8.40%、25歳以上44歳以下が24.50%、45歳以上64歳以下が24.40%、及び65歳以上が16.70%にわたっている。中央値年齢は38歳である。女性100人ごとに対して男性は89.20人である。18歳以上の女性100人ごとに対して男性は84.90人である。
この郡の世帯ごとの平均的な収入は22,099米ドルであり、家族ごとの平均的な収入は27,824米ドルである。男性は24,051米ドルに対して女性は17,995米ドルの平均的な収入がある。この郡の一人当たりの収入 (per capita income) は13,269米ドルである。人口の27.00%及び家族の21.70%は貧困線以下である。全人口のうち18歳未満の38.10%及び65歳以上の27.00%は貧困線以下の生活を送っている。

## 都市及び町
| - オーガスタ - コットンプラント | - ハンター - McCrory | - パターソン |